# Château de Ronqueux
 (novembre 2022).
Si vous disposez d'ouvrages ou d'articles de référence ou si vous connaissez des sites web de qualité traitant du thème abordé ici, merci de compléter l'article en donnant les références utiles à sa vérifiabilité et en les liant à la section « Notes et références ».
Le château de Ronqueux est un château français du XVIIe siècle, reconstruit au XXe siècle, situé dans la commune de Bullion, dans le département des Yvelines et la région Île-de-France.
Le château de Ronqueux est inscrit à l’Inventaire des monuments historiques.

## Histoire
La commune de Bullion, où se trouve le château, est située dans le Parc naturel régional de la Haute Vallée de Chevreuse renommé par la beauté de ses paysages, la richesse des milieux naturels et également pour son patrimoine historique.
La commune doit son nom à Claude de Bullion, seigneur de ces terres à partir de 1611. Surintendant des finances et Garde des Sceaux de Louis XIII, il fut notamment le créateur du fameux Louis d’Or, système monétaire français en vigueur jusqu’à la Révolution de 1789.[réf. souhaitée]
L’actuel Château de Ronqueux a été construit à l’emplacement d’un ancien château attesté au XVIIIe siècle. Le domaine et sa demeure appartenaient au Vicomte Alexandre Elisabeth Michel Digeon (1771-1826), militaire décoré de la Légion d'honneur pour la bataille d'Austerlitz et la bataille de Friedland. Son nom est gravé sur l’Arc de triomphe à Paris.[réf. souhaitée]
Après sa mort en 1826, le Château fut vendu à Monsieur Sauvan de Paris, comte d’Aramont, avant que la Duchesse d'Uzès[réf. souhaitée], Grande Veneuse de France, ne l’ajoute à ses nombreuses propriétés en 1887. Elle fut la première femme titulaire du permis de conduire en 1897, et aussi la première à recevoir une contravention pour excès de vitesse l’année suivante.[réf. nécessaire]
À la fin du XIXe siècle, un banquier parisien, Jacques Lehideux, racheta Ronqueux et fit construire en 1910 ce château tout en triangle à proximité des ruines de l’ancien.
Depuis 2009, le château de Ronqueux est exclusivement voué à l’accueil de séminaires d’entreprises.